# Władysław Skubisz
Władysław Skubisz ps. „Pingwin” (ur. 24 stycznia 1922 w Krasnem, zm. 21 października 1944 w lasach głogowskich) – polski wojskowy, podoficer Armii Krajowej, żołnierz oddziału dywersyjnego Inspektoratu AK Rzeszów, uczestnik akcji Kośba, odznaczony Krzyżem Srebrnym Orderu Virtuti Militari. Zamordowany przez Smiersz.

## Życiorys
Władysław Skubisz był w latach 1936–1939 uczniem I Gimnazjum w Rzeszowie. Od 1942 roku był zaprzysiężonym żołnierzem Armii Krajowej, ukończył Szkołę Podchorążych. Został dowódcą plutonu dywersyjno-sabotażowego. 25 maja 1944 roku wziął ochotniczo udział w akcji Kośba, zamachu na dwóch rzeszowskich gestapowców. Został za nią, podobnie jak pozostali trzej uczestnicy (Michał Bereś ps. „Bern”, Henryk Kunysz ps. „Szczygieł” oraz Władysław Leja ps. „Trznadel” – pośmiertnie) odznaczony Krzyżem Srebrnym Orderu Virtuti Militari.
30 września 1944 roku został aresztowany w Krasnem przez komunistyczne organy bezpieczeństwa. Skazany przez sąd wojenny I Frontu Ukraińskiego na śmierć za przynależność do Armii Krajowej i posiadanie broni, został rozstrzelany przez funkcjonariuszy Smierszu w lasach w okolicy Głogowa Małopolskiego.
Imię Władysława Skubisza ps. „Pingwin” nosi jedna z rzeszowskich ulic.